# 沃尔图诺河
沃尔图诺河（義大利語：Volturno）是位于意大利中部的一条河流，发源于沃尔图诺河畔罗凯塔附近的亚平宁山脉，向东南方向流淌，在卡亚佐附近与卡洛雷河交汇后继续向南，在韦纳夫罗转向西南方向，穿越卡普阿后最终在沃尔图诺堡注入第勒尼安海，全长175公里。

## 资料
- 本条目包含来自公有领域出版物的文本: Chisholm, Hugh (编).  (第11版). London: Cambridge University Press. 1911.

41°5′30″N 14°3′24″E / 41.09167°N 14.05667°E